# Gielbach
Gielbach (ros. Гельбах) – wieś w Rosji, w Dagestanie, w rejonie kiziliurtowskim. W 2010 liczyła 1473 mieszkańców, głównie Awarów.